# Anelis Assumpção
Anelis Assumpção (São Paulo, 16 de mayo de 1980) es una cantante y compositora brasileña.
Su estilo mezcla influencias de dub, reggae, afrobeat, rap, música de cabaré, samba y bossa nueva.

## Carrera
Anelis nació en la Penha (distrito de São Paulo). Inició la carrera a los 18 años, haciendo backing vocals en la banda de su padre, el también cantante y compositor Itamar Assumpção. Integró el grupo DonaZica, al lado de Iara Rennó y Andréia Días. En 2007, comenzó a presentarse como solista.
El licenciamento de los derechos autorales sobre las obras del padre para la edición de la colección Caja Negra le dio a la cantante los recursos necesarios para grabar su primer álbum, en 2011, Sou Suspecita, Estou Sujeita, No Soy Santa fue lanzado en CD y disco de vinilo. Producido por Anelis y Zé Nigro, contó con participaciones de artistas como las cantantes Cielo (con quien ya había colaborado en el CD Vagarosa), Karina Buhr y Thalma de Freitas, el trombonista Bocato y el baterista Curumin.
La cantante compuso la mayoría de las músicas, algunas de ellas en asociación con Beto Villares, Cris Scabello, Luz Marina y Jerry Espíndola.
El álbum comienza con una grabación de Itamar Assumpção y termina con la música Pasión cantada (el oso de la cara brillante) compuesta y cantada por Rubi Assumpção, hija de Anelis.

## En TV
Estrenó en la tv en abril de 2009, presentando el reality show Ecoprático, de la TV Cultura de São Paulo, al lado de Peri Pane. La serie fue lanzada en DVD en 2010.
El 27 de noviembre de 2010, pasó a presentar el programa Manos y Minas, también de la TV Cultura, junto con el rapero Max B.Lo.

## Discografía
- 2011 - Soy Sospechosa, Estoy Sujeta, no Soy Santa.

- 2014 - Anelis Assumpção y los Amigos Imaginarios.